# Острів Карамзіна
О́стрів Карамзіна́ (рос. Остров Карамзина) — невеликий острів в затоці Петра Великого Японського моря. Знаходиться за 3,2 км на південний схід від острова Рікорда. Адміністративно належить до Первомайського району Владивостока Приморського краю Росії.

## Географія
Острів витягнутої форми з півночі на південь, причому південна частина дещо ширша. Довжина острова приблизно 700 м, ширина на півдні 300 м, на півночі 95 м. З півдня острів нагадує високу шапку, так як найвища точка знаходиться у південній частині. Біля берега на півдні лежить гостроконечний кекур. На певній відстані від півночі острова лежить затонуле судно, частини якого виглядають з-під води.

## Історія
Острів вперше описаний в 1862–1863 роках експедицією підполковника корпусу флотських штурманів Василя Бабкіна. Ретельно вивчений 1885 року штабс-капітаном А. А. Мальцевим.